# Macaca florentina
Espèce
Macaca florentina (ou Macaca sylvanus florentina,) est une espèce fossile de primates de la famille des Cercopithecidae. Ce macaque a vécu au début du Pléistocène en Europe. La localité type de l'espèce est Upper Valdarno, dans les Apennins, en Italie.